# Стефан Попгеоргиев
Стефан Попгеоргиев или Попов (изписване до 1945 година: Стефанъ попъ Георгиевъ) е български революционер, кочански войвода на Върховния македоно-одрински комитет.

## Биография
Стефан Попгеоргиев е роден в 1850 година в град Кочани, тогава в Османската империя. Участва в Четническата акция на Македонския комитет в 1895 година като войвода на чета от 70 души, действаща в Паланечко. В 1902 година е войвода на ВМОК в родното си Кочанско. Четата му се поддържа с храна, облекло и въоръжение от Кюстендилското македоно-одринско дружество. През 1905 година издава единствения брой на вестник Македонски бюлетин.